# (70449) Gruebel
(70449) Gruebel est un astéroïde de la ceinture principale.

## Description
(70449) Gruebel est un astéroïde de la ceinture principale. Il fut découvert le 15 octobre 1999 à Nacogdoches par W. D. Bruton et Michael L. Johnson. Il présente une orbite caractérisée par un demi-grand axe de 2,36 UA, une excentricité de 0,15 et une inclinaison de 1,6° par rapport à l'écliptique.